# Contea di Pleasants
La contea di Pleasants ( in inglese Pleasants County ) è una contea dello Stato della Virginia Occidentale, negli Stati Uniti. La popolazione al censimento del 2000 era di 7 514 abitanti. Il capoluogo di contea è St. Marys.